# Herní počítač
Herní počítač, někdy jen také jen herní PC, je typ speciální typ osobního počítače, který je určený pro hráče videoher. Od běžných počítačů se herní počítače liší zejména zabudovanými vysoce výkonnostními grafickými kartami, vícejádrovými CPU, vysokou kapaictou RAM a celkově vysokým výkonem. Z tohoto důvodu jsou někdy herní počítače využívány i na různé jiné další náročné úkony kromě hraní videoher; typicky například na úpravu videí. Vzhledem k vysokému výkonu takových počítačů v sobě někdy mývají zabudované vodní nebo vzduchové chlazení.  
Zpravidla se herním počítačem označují stolní počítače s klasickou počítačovou skříní, speciálními kategoriemi herních počítačů jsou nicméně také herní notebooky a Handheld PC. Typickým a velmi nápadným prvkem herních počítačů je jejich podsvícení LED světly. 